# Vriesea simulans
Vriesea simulans är en gräsväxtart som beskrevs av Elton Martinez Carvalho Leme. Vriesea simulans ingår i släktet Vriesea och familjen Bromeliaceae. Inga underarter finns listade i Catalogue of Life.